# Dänische Badmintonmeisterschaft 1983
Die Dänische Badmintonmeisterschaft 1983 fand vom 4. bis zum 6. Februar 1983 in Karlslunde statt. Es war die 53. Austragung der nationalen Titelkämpfe im Badminton in Dänemark.

## Titelträger
| Disziplin    | Sieger                                                                |
| ------------ | --------------------------------------------------------------------- |
| Herreneinzel | Morten Frost, Gentofte BK                                             |
| Dameneinzel  | Lene Køppen, Gentofte BK                                              |
| Herrendoppel | Steen Skovgaard Jens Peter Nierhoff, Gentofte BK                      |
| Damendoppel  | Nettie Nielsen, Hvidovre BC, Gentofte BK Dorte Kjær, Greve Strands BK |
| Mixed        | Steen Skovgaard, Gentofte BK Anne Skovgaard, Gentofte BK              |